# Джоузеф (вожд)
Джоузеф (истинско име И-мут-ту-я-лат-лат или Инматон-Ялактит или Ин-ма-ту-я-лат-кект – Носещият се през планините гръм) (1840 – 21 септември 1904) е вожд на групата Уал-лам-уат-каин (Уалома) от индианското племе не-персе.
Принудени от американските власти да отстъпят земите си и да се заселят в резерват в Айдахо, не-персе поемат към канадската граница, желаейки да се преселят в британска Канада, където индианците са все още свободни. Племето е преследвано от войските на генерал Оливър О. Хауърд. Въпреки че бил привърженик на мира и дълго време се стараел да избегне въоръжения конфликт с белите, Джоузеф се проявява като талантлив военен предводител.
По време на безпрецедентния си поход към Канада през юли-октомври 1877 г., не-персе изминават почти 1900 км, водят 5 големи сражения и множество по-малки схватки с преследващите ги американски части, в които проявяват забележително военно майсторство и героизъм. Племето е настигнато само на ок. 20 км от канадската граница при планините Беар Поу и е обкръжено от частите на ген. Нелсън Майлс. След тридневни боеве, след като лагерът им е подложен на интензивен артилерийски обстрел, индианците са принудени да се предадат.
След капитулацията не-персе са въдворени в Оклахома. Горещият и сух климат, непривичен за жителите на планините, става причина за масови заболявания и през първите 5 години умират повече от половината хора от племето, вкл. шестте деца на вожда. До края на живота си Джоузеф непрестанно се бори народът му да получи резерват в родните си места. Той не успява да постигне това, и умира през 1904 г. в резервата Колвил, щата Вашингтон, „от разбито сърце“, както отбелязва лекарят в резервата.
Джоузеф е известен и като забележителен оратор. Неговите речи, произнесени при различни преговори, прочутата му реч при капитулацията на племето („Когато слънцето изгрее, повече няма да се сражавам...“), както и спомените му, публикувани под заглавието „Индианска гледна точка върху индианските дела“, са образци на реторичното майсторство, присъщо на коренните жители на Америка.
Вождът Джоузеф остава в историята като един от видните индиански герои, борец за свободата и правата на своя народ.